# Lennart Sjögren (fotbollsspelare)
Lennart Sjögren, född 21 november 1965, före detta fotbollsspelare i Örebro SK.
Lennart spelade 76 allsvenska matcher och 24 division I matcher för Örebro SK mellan 1988 och 1994. Sedan 2005 jobbar Lennart inom Örebro SK, efter bolagiseringen 2006 blev han sportchef. Sedan 2013 är han förvaltare på Örebroporten Fastigheter.